# Grigori Nemțov
Grigori Nemțov, pe numele real Gheorghi Nemțov (în rusă Георгий Немцов; ulterior, în Bulgaria a adoptat numele Григорий Доростолски и Червенски, transliterat Grigorie de Dorostol și Cerven; n. 1828, Soroca, gubernia Basarabia, Imperiul Rus – d. 16 decembrie 1898, Sofia, Principatul Bulgariei) a fost un episcop al Bisericii Ortodoxe Bulgare, mitropolit de Dorostol și Cerven între anii 1872 și 1898.

## Biografie
S-a născut în orașul Soroca din același ținut, gubernia Basarabia (Imperiul Rus). A primit educația primară în orașul natal. De la o vârstă fragedă s-a pregătit pentru viața de călugăr și în 1846 a fost trimis să studieze la Mănăstirea Hilandar din Muntele Athos. Acolo l-a întâlnit pe susținătorul exilat al independenței bisericii bulgare, Ilarion Makariopolski. Din 1855 a slujit în biserica bulgară „Sf. Ștefan” din Constantinopol și a predat la o școală bulgară din oraș. În 1866 a devenit arhimandrit.
După înființarea oficială a Exarhatului bulgar în 1870, Grigorie a participat activ la dezvoltarea acestuia și la alegerea primului exarh bulgar. În 1872 a devenit mitropolit al eparhiilor Dorostol și Cerven cu sediul în Rusciuc. După ce au început revoltele din Bosnia și Herțegovina în 1875, el a solicitat populației să își îndeplinească „îndatoririle lor loiale” și a ajutat autoritățile turce să-l captureze pe revoluționarul Toma Kardjiev. După începutul războiului ruso-turc în 1877, Grigorie a invitat din nou poporul să rămână loial sultanului și, după intrarea trupelor rusești în țară, să coopereze cu acesta. După eliberarea Bulgariei, a participat la Adunarea Constituantă în 1879 ca susținător al Partidului Conservator.
În 1884 a devenit membru cu drepturi depline al Societății literare bulgare.